# 58499 Stüber
(58499) Stüber, denumire internațională (58499) Stuber, este un asteroid din centura principală de asteroizi.

## Descriere
58499 Stüber este un asteroid din centura principală de asteroizi. A fost descoperit pe 3 noiembrie 1996 la Linz de Erich Meyer și Erwin Obermair. Asteroidul prezintă o orbită caracterizată de o semiaxă mare de 2,55 ua, o excentricitate de 0,14 și o înclinație de 12,9° în raport cu ecliptica.